# Alexandru Ivasiuc
Alexandru Ivasiuc (ur. 12 czerwca 1933 w Sighet, zm. 4 marca 1977 w Bukareszcie) – rumuński pisarz, lekarz z zawodu oraz psycholog. 
Uznano go za jednego z najwybitniejszych współczesnych pisarzy rumuńskich, dzięki jego debiutowi – powieści Westybul (1967).
Krytycy literaccy uznali Westybul za jedną z najciekawszych książek wydanych po wojnie, a Związek Pisarzy Rumuńskich przyznał jej w 1968 roku nagrodę w dziedzinie prozy. Napisał kilka powieści, m.in. Pauza (1968), Poznanie nocy (1969) i Woda (1973). 
Przez pewien czas Ivasiuc pracował w ambasadzie Stanów Zjednoczonych w Bukareszcie, jednak z przyczyn politycznych na kilka lat zamknięto go w więzieniu. Zrehabilitowany został w roku 1967. 
Zginął podczas trzęsienia ziemi w Bukareszcie.